# Volcán Nuevo Mundo
El volcán Nuevo Mundo es un estratovolcán que se encuentra en los Andes bolivianos, al suroeste del país. Administrativamente se encuentra en el municipio de Tomave de la provincia de Quijarro ubicado en el departamento de Potosí. Tiene una altura de 5.438 m s. n. m.

## Etimología
El término "Jatun Mundo Quri Warani" contiene palabras en quechua y/o aymara (jatun "grande", quri "oro", warani "el que tiene un cetro" o "constelación"). Mundo (español para "mundo") es posiblemente una palabra hispanizada o una palabra de origen nativo alterada.

## Historia
El primer montañero que exploró el área antes de 1903 fue el francés, Georges Courty, que sus notas condujeron a la entrada misteriosa en 1987 en el libro Montañeros en los Andes de Jill Neate, Nuevo Mundo, 6.020 m, localización incierta. El geólogo alemán Friedrich Ahlfeld, un montañero avidio, se mudó a Bolivia en 1924. Comenzó a explorar las montañas en el departamento de Potosí después de la Segunda Guerra Mundial, subiendo varios picos. En una carta al historiador y montañero Evelio Echevtia en 1962, Ahlfeld indicó que debido a la altura supuesta del Nuevo Mundo, uno de los dos picos del Cerro Lípez pudo ser el candidato posible a la montaña misteriosa de señor Courty.
Sin embargo en 1969, en el libro Geografía Física de Bolivia, Ahlfeld presentó un dibujo de un Nuevo Mundo de 5.438 m s. n. m. con su descripción y localizado al sudoeste de Potosí y al norte justo de una aldea pequeña llamada Potoco, lejana al Cerro Lípez.
Al final de los años 90, Toto Aramayo, Yossi Brain y Dakin Cook emprendieron la búsqueda del Nuevo Mundo de Ahlfeld, y lo encontraron, conocido como Jatun Mundo Quri Warani.
El Gobierno de Bolivia y la USGS reconocieron esta como la identificación correcta del Nuevo Mundo, aunque algunos mapas todavía etiqueten al Cerro Lípez como Nuevo Mundo.

## Geología
El campo volcánico de Nuevo Mundo es un complejo centro de erupción en el borde del complejo volcánico Los Frailes, que cuenta con un estratovolcán coronado por conos de ceniza (principalmente de ceniza y pumita). En la base, hay dos flujos de lava (de dacita viscosa) que erupcionaron a lo largo de una falla norte-sur. Aparentemente, al mismo tiempo, hubo flujos de bloques y ceniza hacia el este. Posteriormente, una erupción pliniana altamente explosiva produjo una caída de ceniza que se extendió más de 200 km hacia el este, llegando hasta Potosí. Esta erupción fue bastante reciente, la más reciente en la meseta de Los Frailes, pero ocurrió antes de la llegada de los españoles en 1533. Mientras que centros de erupción anteriores, como la caldera Khari Khari, Wila Qullu, Kuntur Nasa, Villacolo y Cerro Wanapa Pampa, crearon la meseta de Los Frailes, Nuevo Mundo superpuso esos depósitos de la meseta de Los Frailes en el Holoceno con enormes depósitos de ignimbrita, compuestos principalmente de dacita y andesita piroclásticas.
La datación por exposición a la superficie ha arrojado edades de 11.700 años para el domo norte. Esto ocurrió aproximadamente 3.000 años después de la desaparición de un casquete de hielo local, y es posible que la desaparición de la capa de hielo haya descargado una cámara magmática subyacente, lo que desencadenó la actividad eruptiva. Los flujos de lava emitidos por Nuevo Mundo se encuentran sobre morrenas. La última erupción de Nuevo Mundo pudo haber sido observada por los habitantes del Gran Chaco, lo que podría haber dado lugar a mitos sobre una gran oscuridad y la caída del cielo.